# Burning Down the Opera
Burning Down the Opera es un álbum en vivo de la banda alemana de power metal Edguy, publicado el 26 de agosto de 2003 por AFM Records. Fue grabado en vivo en varias fechas europeas de la gira promocional del disco Mandrake, entre 2001 y 2002.

## Lista de canciones

### Disco uno
1. "Welcome to the Opera" - 2:08
2. "Fallen Angels" - 5:33
3. "Tears of a Mandrake" - 7:24
4. "Babylon" - 7:01
5. "Land of the Miracle" - 5:44
6. "Painting on the Wall" - 4:37
7. "Wings of a Dream" - 6:04
8. "The Headless Game" - 7:20
9. "The Pharaoh" - 15:07

### Disco dos
1. "Vain Glory Opera" - 6:27
2. "Solitary Bunny" - 3:14
3. "Save Us Now" - 4:53
4. "How Many Miles" - 10:58
5. "Inside" - 3:22
6. "Avantasia" - 5:23
7. "Out of Control" - 8:15

## Créditos
- Tobias Sammet – voz, teclados
- Jens Ludwig – guitarra líder
- Dirk Sauer – guitarra rítmica
- Tobias "Eggi" Exxel – bajo
- Felix Bohnke - batería